# Adhémar d'Oultremont de Duras
Pour les autres membres de la famille, voir Famille d'Oultremont.
Le comte Adhémar-Louis-Frédéric-Ghislain d'Oultremont de Duras, né le 9 juillet 1845 à Bruxelles et mort le 9 juillet 1910, est un diplomate et homme politique belge.

## Biographie
Adhémar d'Oultremont est le fils d'Octave d'Oultremont et petit-fils de Frédéric d'Ennetières ; il épouse Clémentine de Croÿ, fille du duc Rodolphe de Croÿ et petite-fille du prince Eugène Ier de Ligne.  
Il fonde l'hospice Saint-Clément et fait bâtir le mausolée de Houtaing.

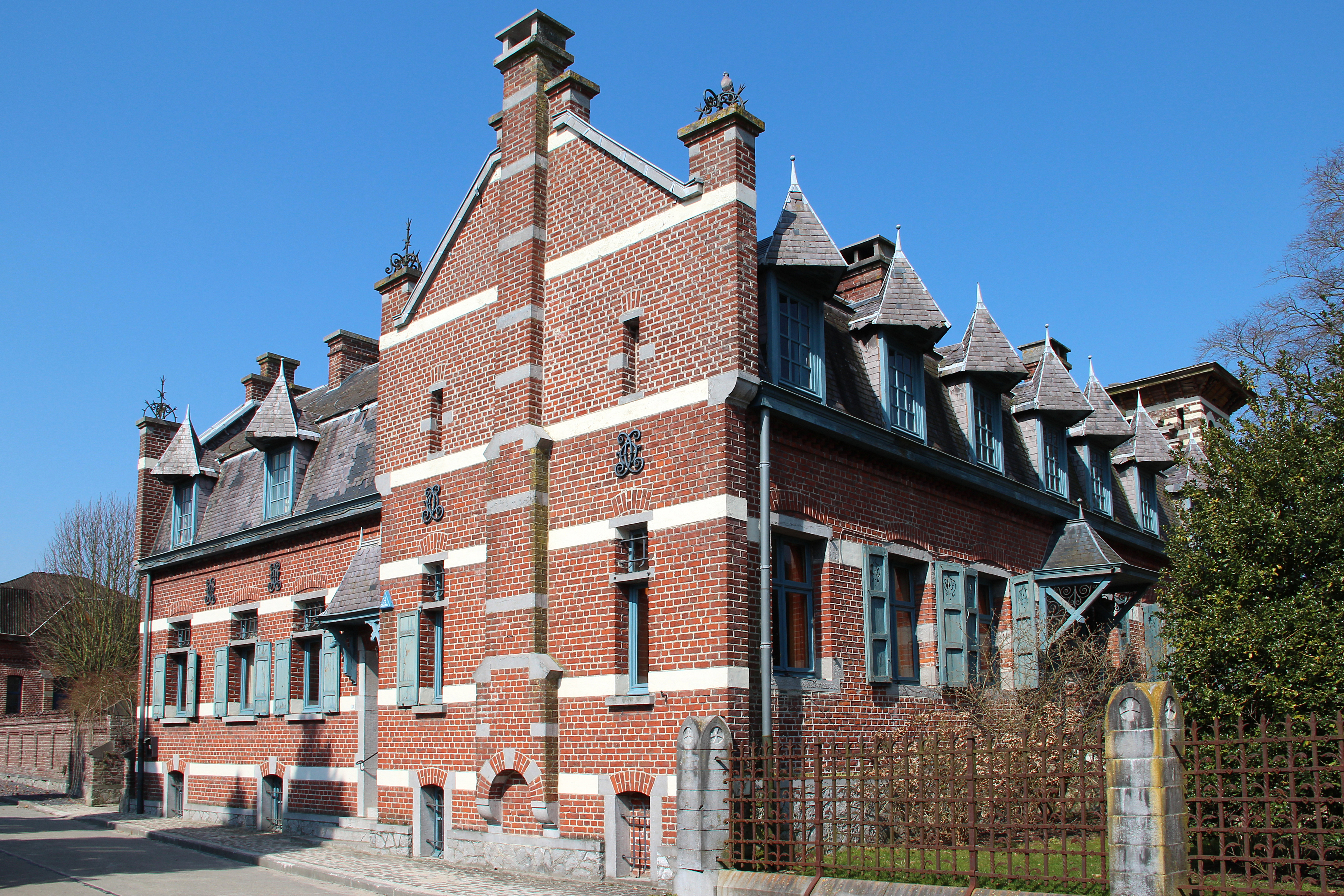
L'hospice Saint-Clément.
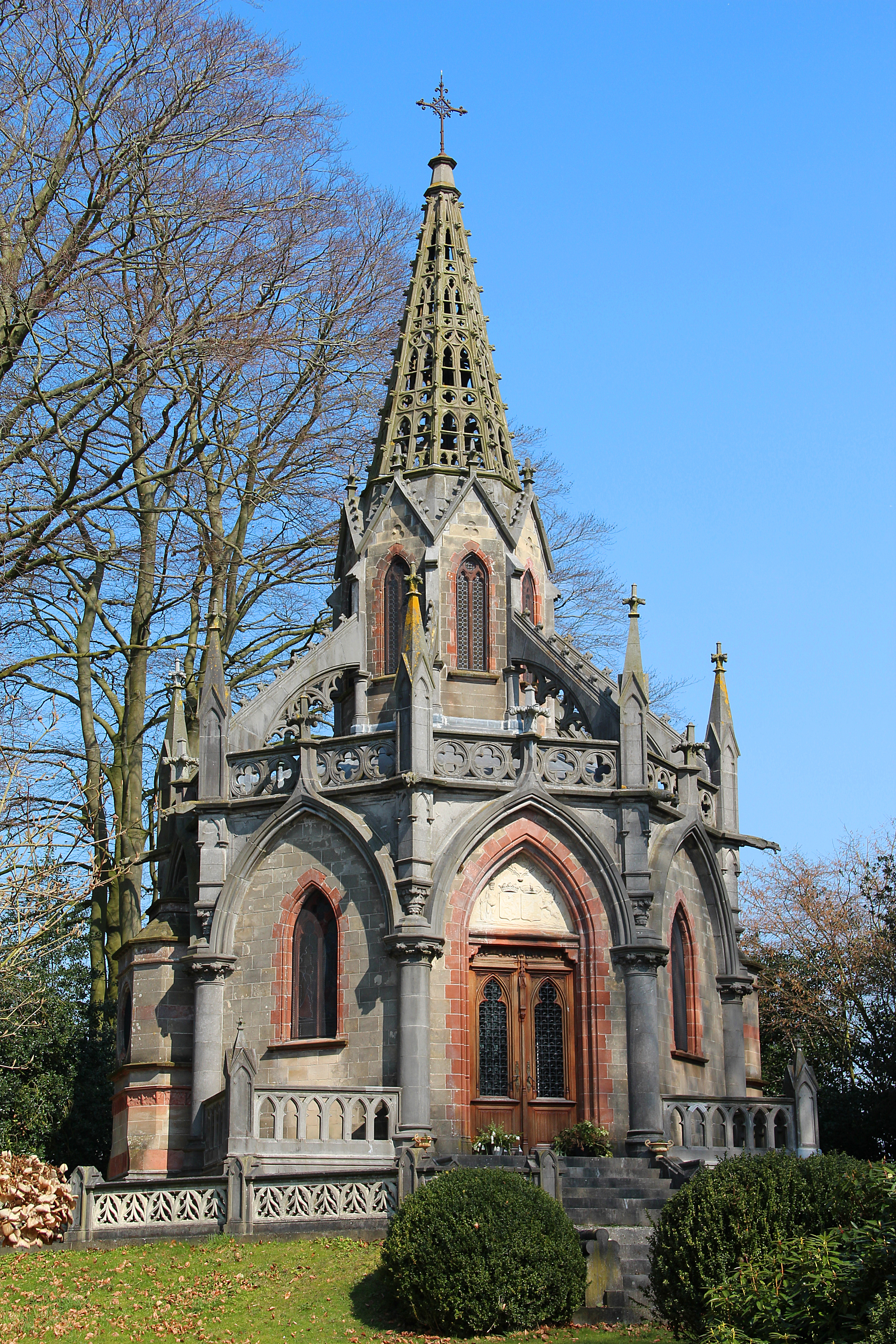
Le mausolée de Clémentine d'Oultremont.

## Mandats et fonctions
- Chargé de mission (1866-1880)
- Conseiller communal de Houtaing
- Bourgmestre de Houtaing
- Sénateur par l'arrondissement d'Ath (1896-1900), en remplacement d'Émile d'Oultremont

## Sources
- P. Van Molle, Het Belgisch parlement, p. 130.
- Éric Meuwissen, Richesse oblige : la Belle Epoque des grandes fortunes, Editions Racine, 1999.